# Giovanni Battista Moroni

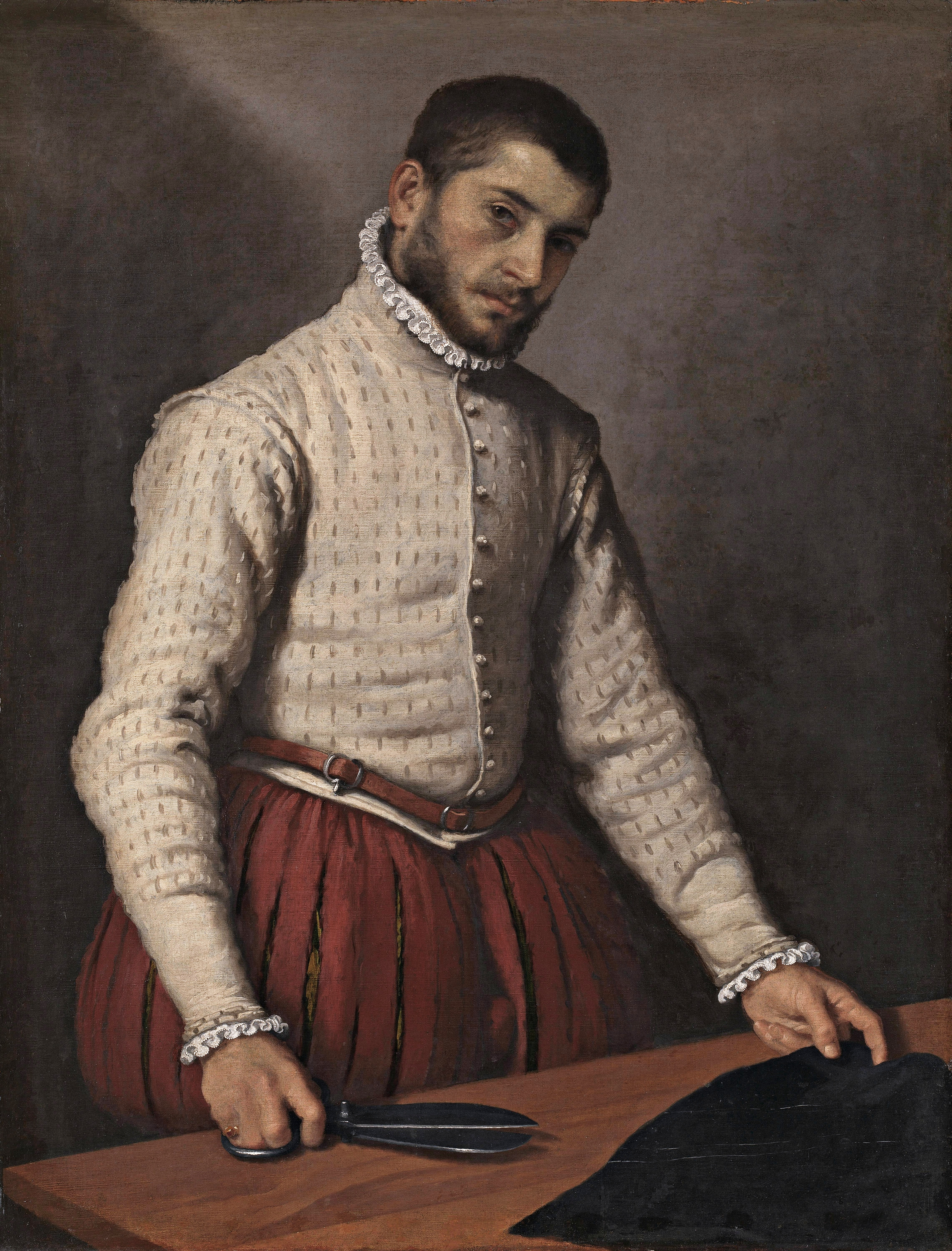
Moroni: El sastre, h. 1570-1575, National Gallery de Londres.

Giambattista o Giovan Battista o Giovanni Battista Moroni (Bondo Petello, Albino, h. 1523–5 de febrero de 1578) fue un pintor manierista italiano especializado en el retrato.

## Biografía
Hijo de un maestro de obras, Andrea Moroni, citado alguna vez como diseñador, nació hacia 1522/1523 en Bondo Petello, fracción de la comuna de Albino en la provincia de Bérgamo. Se formó con Alessandro Bonvicino en Brescia y trabajó principalmente en la región de su ciudad natal de. Pasó dos cortas temporadas en Trento (1548 y 1551), en la época en la que se estaba celebrando el Concilio de Trento. Pintó allí el retablo de los Doctores de la Iglesia para la iglesia de Santa María la Mayor. 
Fue durante su estancia en Trento cuando conoció a Tiziano y la familia Madruzzo. Hay quien señala que fue aprendiz de Tiziano, pero es improbable que alguna vez se acercase al estudio veneciano de Tiziano. Desde los años 1550 en adelante, de hecho, a Moroni le encargaron retratos como una alternativa más barata al muy atareado Tiziano. De esto resultó que obtuvo muchos mecenas para retratarlos. Su producción es una serie de retratos que, no siendo heroicos, están llenos de dignidad humana y basados en la vida cotidiana.
Su producción de cuadros religiosos es menor; por ejemplo, pintó una Última Cena para la parroquia de Romano (Italia) en Lombardía; Coronación de la Virgen en San Alessandro della Croce, Bérgamo; también para la catedral de Verona, Santos Pedro y Pablo, y en el Brera de Milán, la Asunción de la Virgen. Moroni estaba realizando un Juicio Final para la iglesia de Corlago, cuando murió. 

## Estilo
En general, su estilo en estas pinturas muestra la influencia de su maestro, Lorenzo Lotto, y Jerónimo Savoldo. Moroni no tuvo discípulos destacados; se dice que su perspicaz técnica retratística influyó en artistas de generaciones posteriores como Fra' Galgario y Pietro Longhi.
Freedberg destaca que mientras sus cuadros religiosos son "arcaicos" y muestran santos poco conmovedores, sus retratos son notables por su admirable poder de captación psicológica de la personalidad del retratado, aire digno, y exquisita tonalidad plateada. Se pregunta por qué en un tipo de obra era tan límpido y en la otra tan expresivo. Una explicación es que las demandas de cada género fueron diferentes. Los patrones de arte religioso no estaban interesados en una "Madonna" individualizada y expresiva; deseaban numerosos santos arquetípicos. Por otro lado, los mecenas estaban interesados en un retrato animado.

## Obras
La National Gallery de Londres tiene una de las mejores colecciones de su obra, incluyendo el destacado retrato conocido como "Il Sarto" (El Sastre) (un miembro de la familia Fenaroli). Otros retratos se encuentran en los Uffizi, (el Noble señalando la Llama con la inscripción "Et quid volo nisi ut ardeat?"), Galería de Berlín (el Canónigo Ludovico de' Terzi y el autorretrato de Moroni); y en la Stafford House, la figura de medio cuerpo del jesuita Ercole Tasso, llamado normalmente "Maestro de escuela de Tiziano", sin que exista ninguna relación real con el maestro veneciano. El Museo del Prado de Madrid posee un retrato masculino titulado Un militar.

## Galería

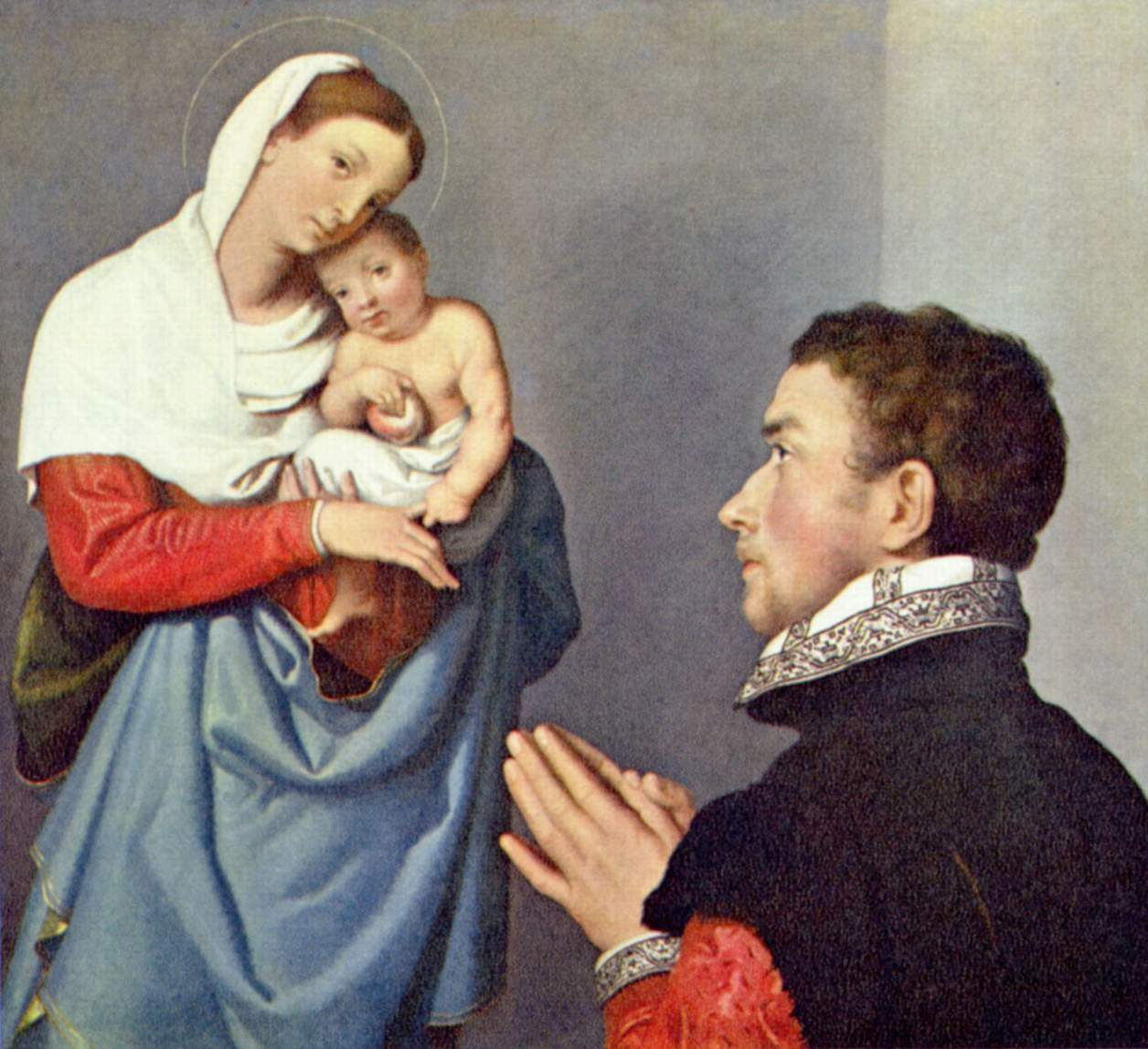
Noble rezando a la Virgen (retrato del donante), h. 1560, National Gallery of Art, Washington (D.C.)
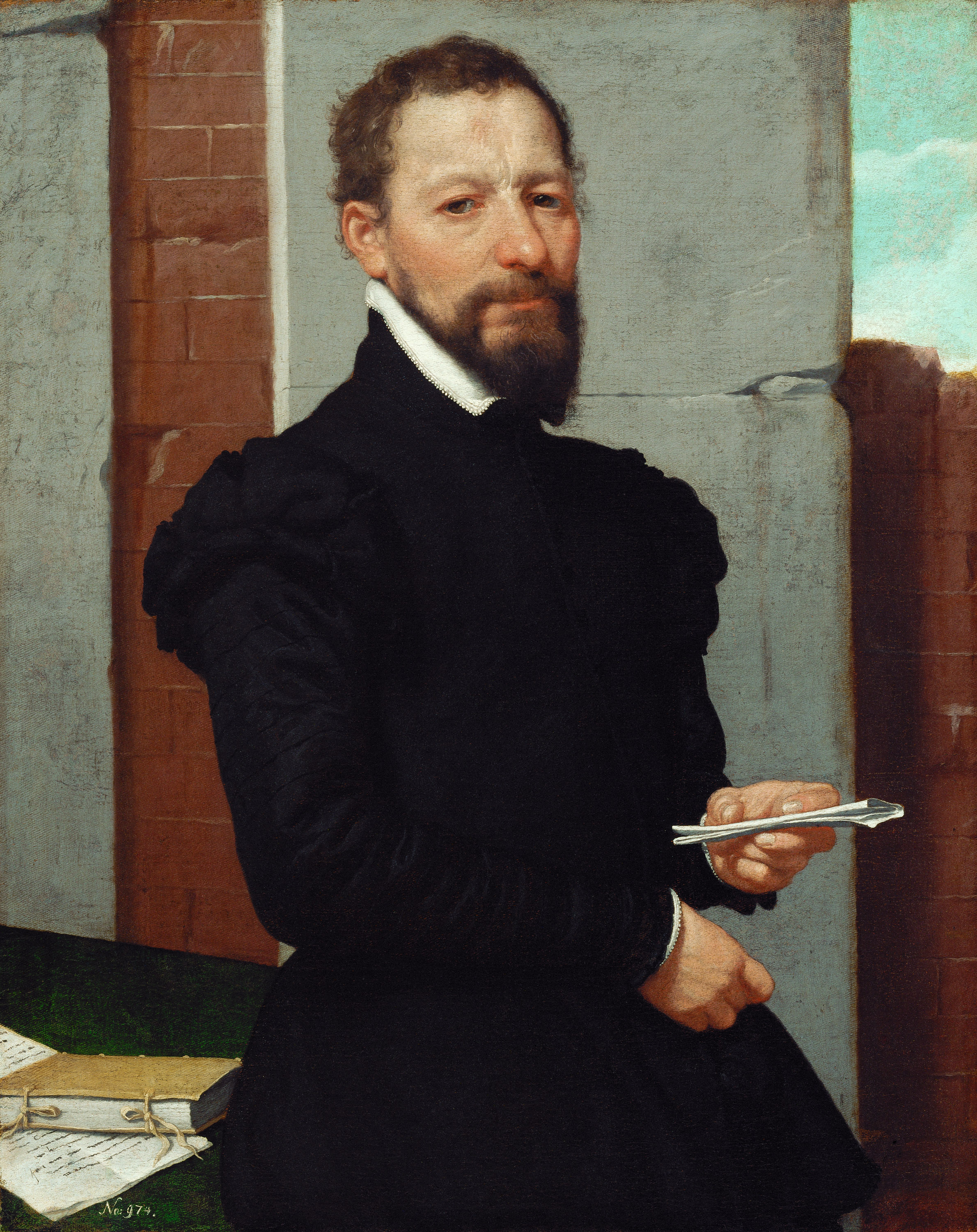
El orador Giovan Pietro Maffeis (1533-1603), profesor de retórica, h. 1560-65, Kunsthistorisches Museum, Viena.
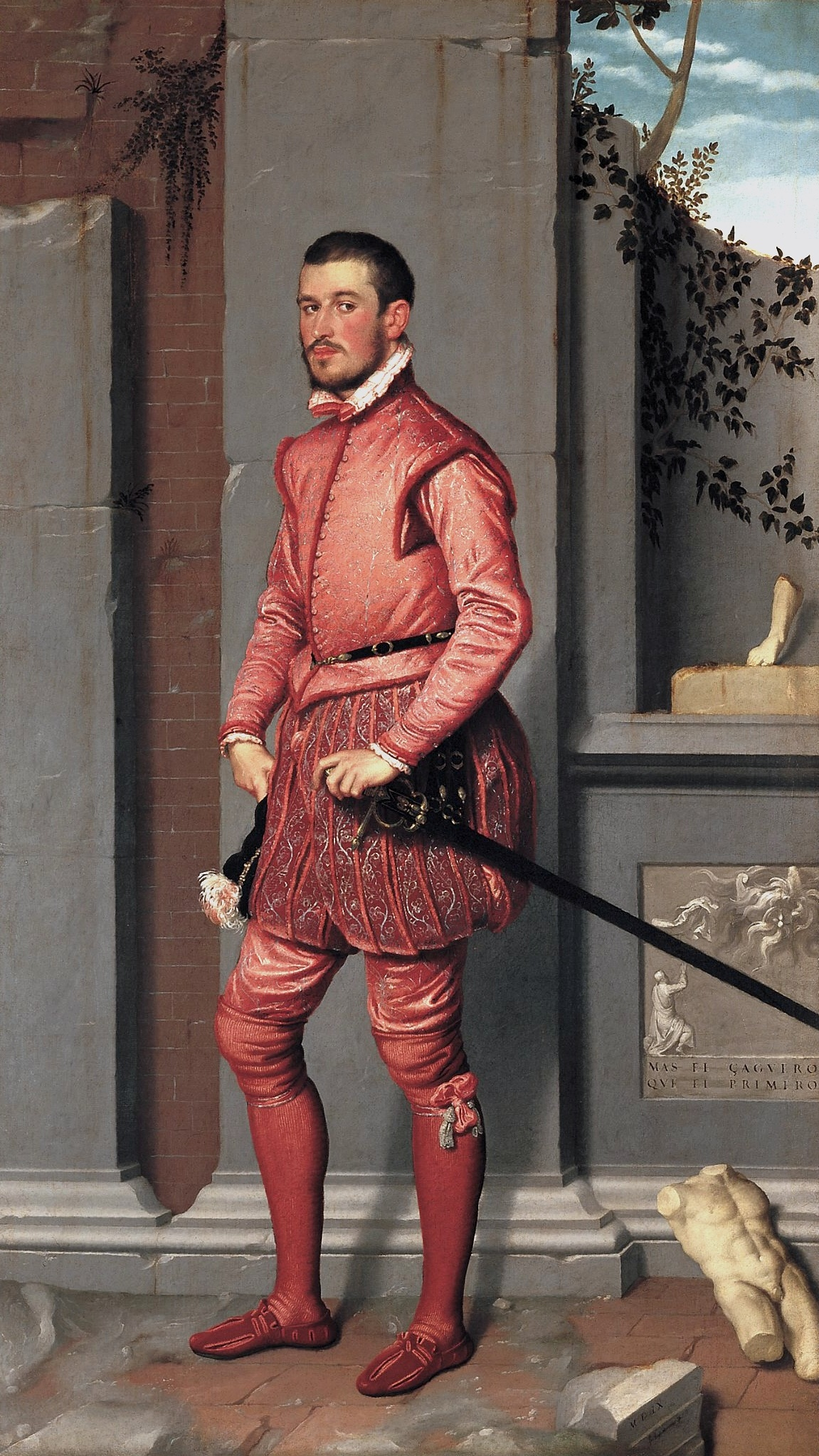
Gian Gerolamo Grumelli, 1560. Palazzo Moroni, Bérgamo.
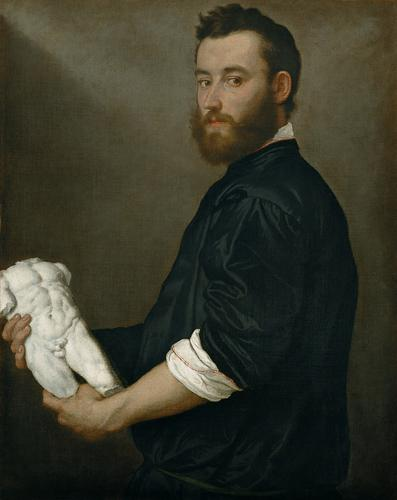
Retrato de Alessandro Vittoria, 1552, Kunsthistorisches Museum.
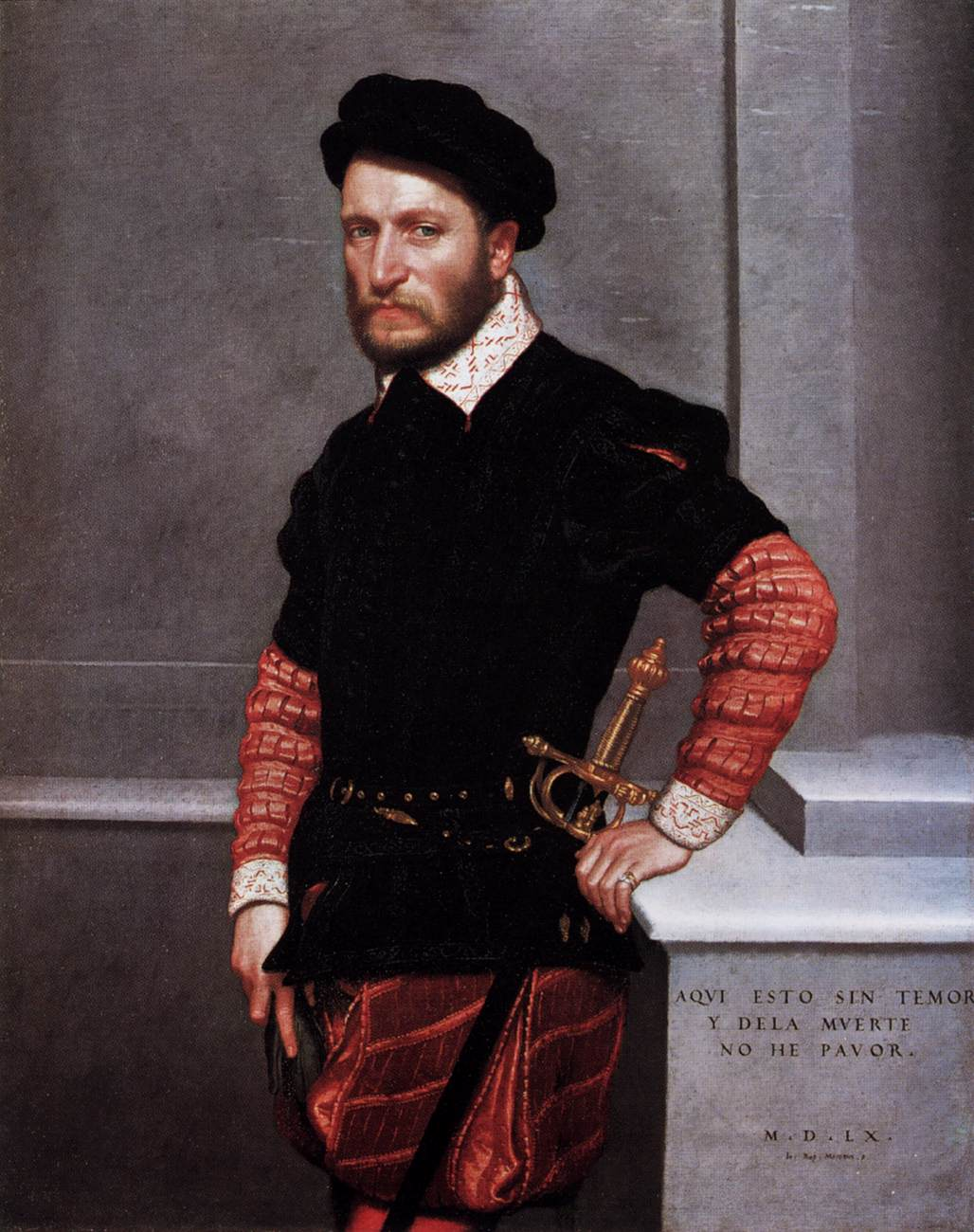
Gabriel de la Cueva, duque de Alburquerque, virrey de Navarra y gobernador de Milán.
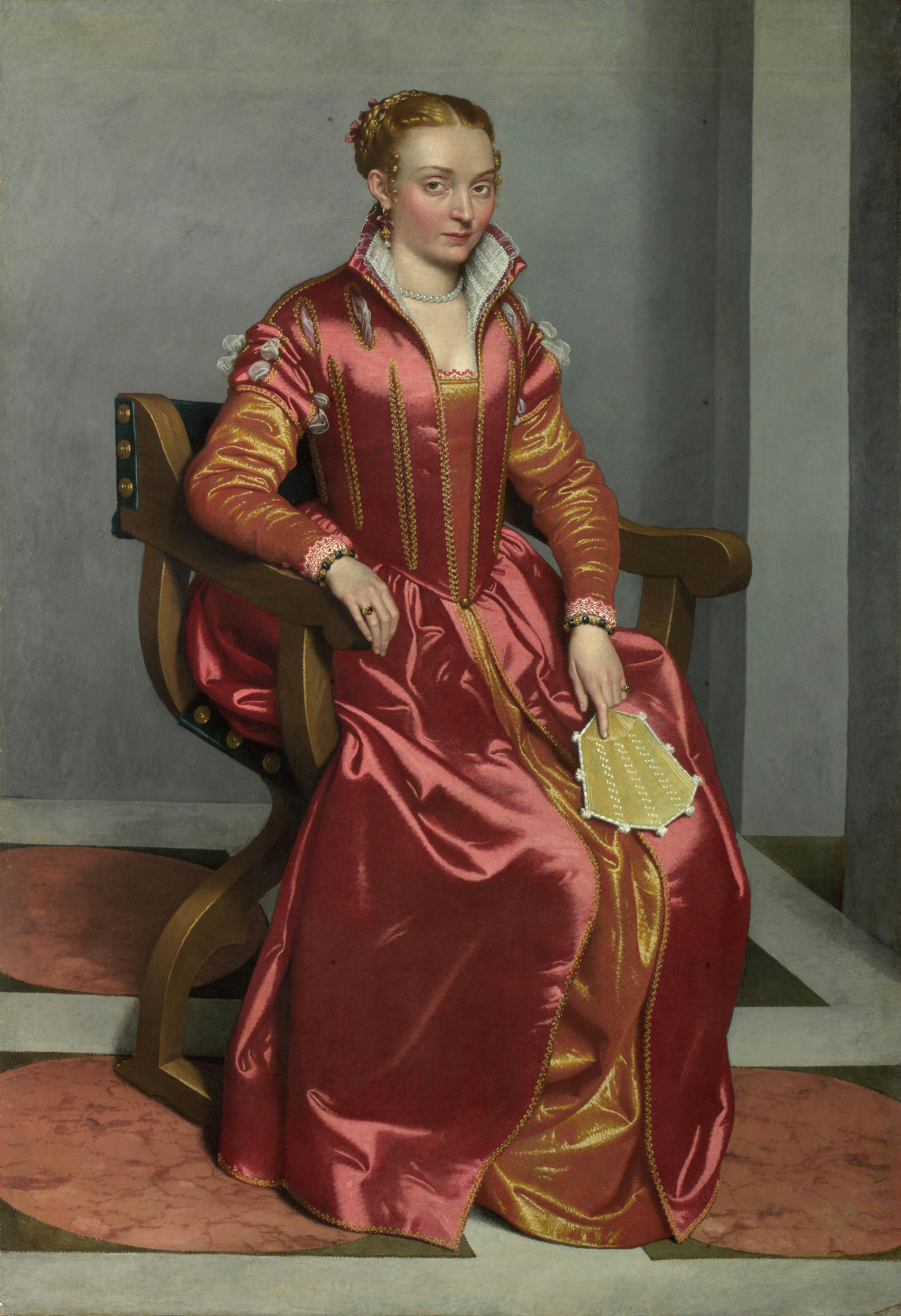
Retrado de desconocida, llamada La Dama de rojo, h. 1556. National Gallery de Londres.